# Johann August Miertsching

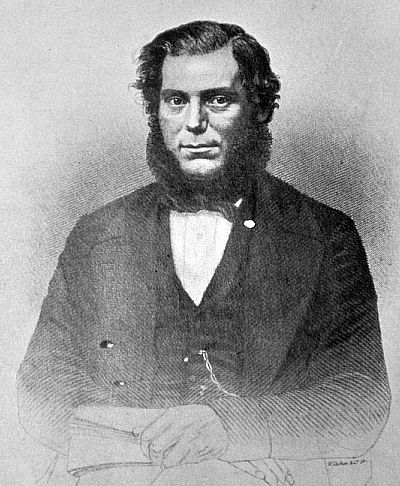
Johann August Miertsching (1854)

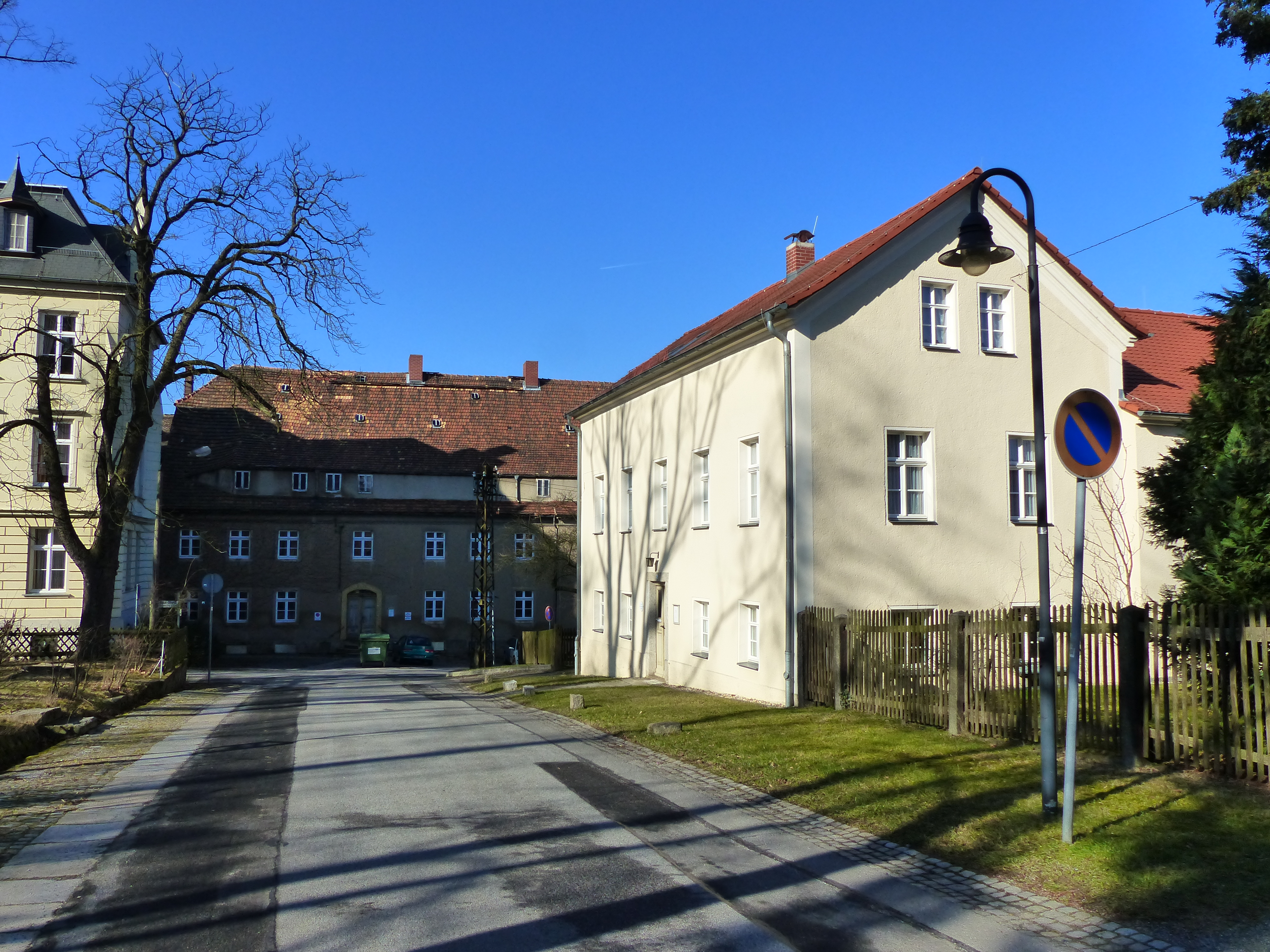
Das Brüderhaus in Kleinwelka (Mitte), wo Miertsching als junger Mann wohnte.

Johann August Miertsching (obersorbisch Jan Awgust Měrćink; * 21. August 1817 in Gröditz; † 30. März 1875 in Kleinwelka) war ein sorbischer Missionar und Dolmetscher.

## Leben
Miertsching wurde am 21. August 1817 in Gröditz bei Weißenberg geboren. Seine Jugendjahre verbrachte er in Kleinwelka bei Bautzen. Dort erlernte er das Schusterhandwerk und wurde in die Herrnhuter Brüdergemeine, eine protestantisch geprägte Religionsgemeinschaft, aufgenommen. 27-jährig in den Missionsdienst berufen, reiste er über London mit dem Missionsschiff Harmony in den Norden Labradors, zur Herrnhuter Missionssiedlung Okak.
Miertsching unterrichtete in Okak die Kinder in Lesen und Schreiben, aber auch in Geographie und Musik. Selbst erlernte er Inuktitut, die Sprache der Inuit, und hielt auch Predigten in dieser Sprache. Nach fünfjährigem Dienst in Labrador bekam Miertsching erstmals Urlaub und konnte seine Familie in Gröditz besuchen.
Dort erreichte ihn eine Anfrage der britischen Admiralität für eine neuerliche Mission. Er sollte als Dolmetscher eine Expedition in die Arktis begleiten, um die Überlebenden der seit drei Jahren auf der Suche nach der Nordwestpassage verschollenen Franklin-Expedition zu finden. Seine Eindrücke über diese Expedition 1850–1854 an Bord des Segelschiffs Investigator unter Kapitän Sir Robert John Le Mesurier McClure (1807–1873), bei der keine eisfreie Durchfahrt durch die Nordwestpassage entdeckt wurde, hielt er in seinem Reisetagebuch fest, das er danach veröffentlichte. Es gehört heute zu den Standardwerken der deutschen Polarwissenschaften.
Zwei Jahre nach seiner Rückkehr aus der Arktis verließ Miertsching die Oberlausitz wieder, nachdem er kurz zuvor Clementine Auguste Erxleben, eine junge Lehrerin in Herrnhut, geheiratet hatte, und weilte 12 Jahre für die Herrnhuter Mission in Südafrika, wo er in den Stationen Elim und Genadendal vorwiegend den Handel betreute.

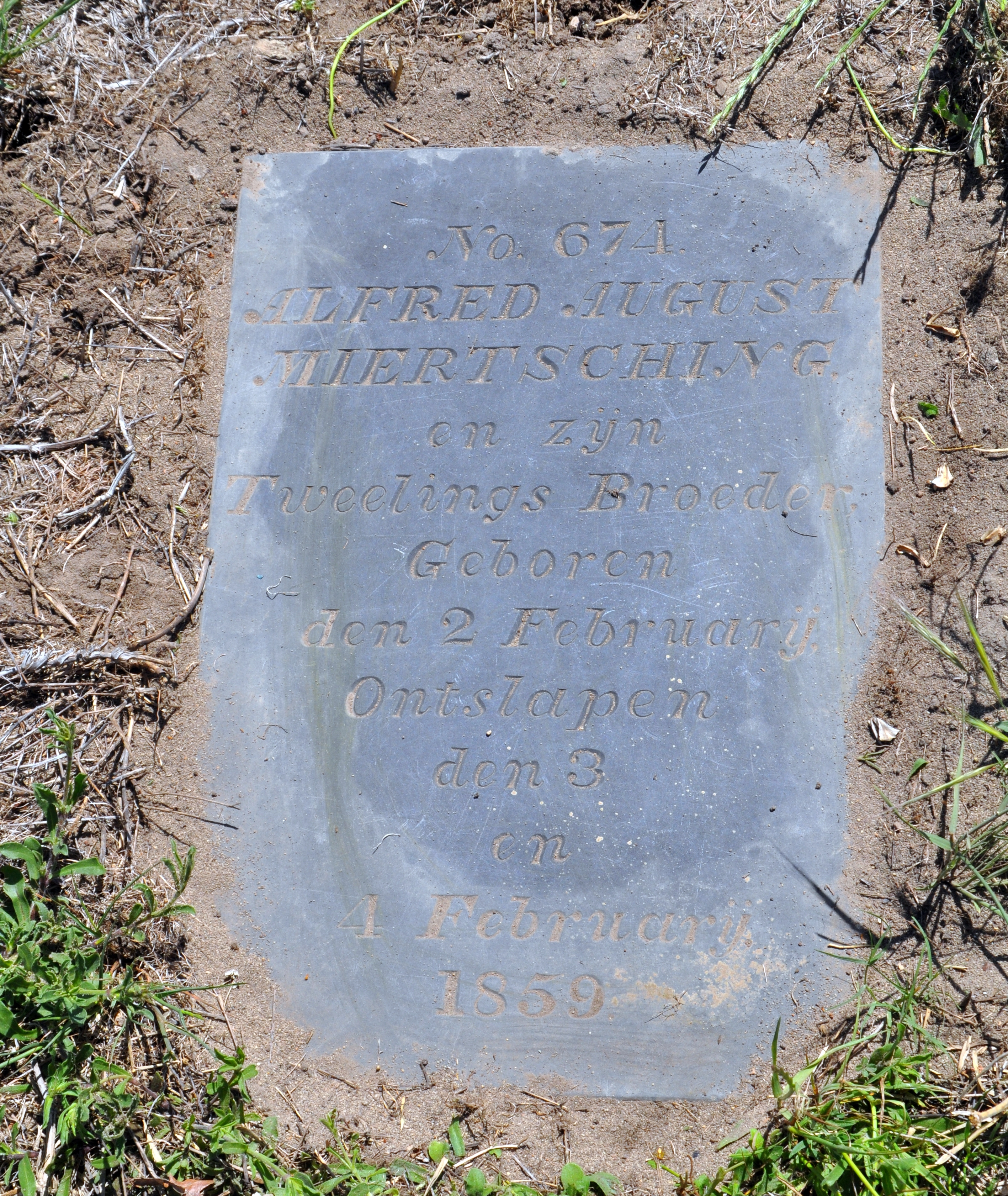
Grab der Miertsching-Zwillinge in Elim

Von den sechs in Südafrika geborenen Kindern des Paares überlebten nur zwei Töchter. Der Grabstein der nach der Geburt verstorbenen Zwillinge befindet sich in Elim. Von der Tochter Anna Helena (1862–1864) und dem Sohn Hermann August (1865–1867) blieben die Grabsteine in Genadendal erhalten. Die älteste Tochter wurde, wie bei den Herrnhuter Missionaren üblich, bereits im Schulalter von den Eltern getrennt und in die Mädchen-Anstalt Kleinwelka geschickt. 1869 verließ Miertsching mit seiner Frau und der zweiten Tochter, die damals gerade neun Monate alt war, Südafrika und kehrte zurück nach Deutschland.

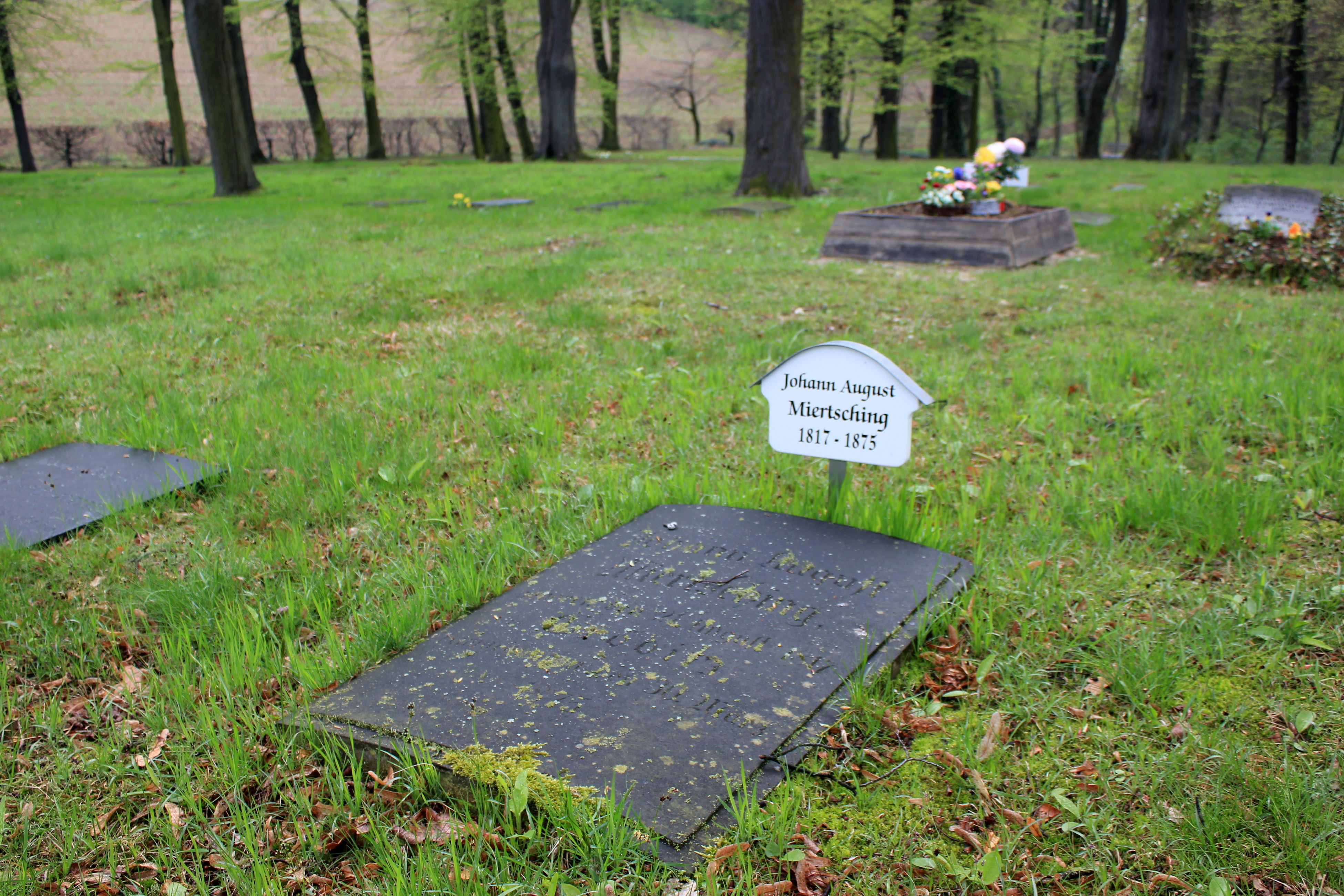
Grab von Miertsching auf dem Gottesacker in Kleinwelka

Die Familie siedelte sich in Kleinwelka an. Schon nach wenigen Monaten starb dort jedoch Miertschings Frau. Seine Halbschwester unterstützte ihn als Witwer danach bei der Haushaltsführung und Kinderbetreuung in Kleinwelka.
57-jährig starb Miertsching überraschend am 30. März 1875 in Kleinwelka und wurde auf dem dortigen Gottesacker der Herrnhuter bestattet. Noch heute ist sein Grabstein erhalten, der 2005 erneuert wurde. Seine Nachfahren leben weit verstreut in Kanada, den Vereinigten Staaten, Suriname, den Niederlanden und in Deutschland. Einer seiner Enkel war der Pädagoge und Schriftsteller Hans-Windekilde Jannasch. Zu seinen Urenkeln gehörten der Marine-Historiker Niels W. Jannasch und der Mikrobiologe Holger W. Jannasch.

## Würdigung
Für seine außergewöhnliche Leistungen bekam Miertsching die von Queen Victoria gestiftete Arctic Medal.
Die philatelistische Arbeitsgemeinschaft Polarphilatelie würdigte auf der Briefmarkenausstellung Rhein-Ruhr-Posta´17 vom 31. März bis 2. April 2017 in Leverkusen den 200. Geburtstag von Johann August Miertsching und seine Teilnahme an der Franklin-Suchexpedition mit einem Plusbrief und passendem Sonderstempel der Deutschen Post AG mit den Motiv der HMS Investigator und dem Porträt Miertschings.
Im Oktober 2024 wurde zu Ehren Miertschings in seinem Geburtsort Gröditz bei Bautzen ein Gedenkstein eingeweiht.

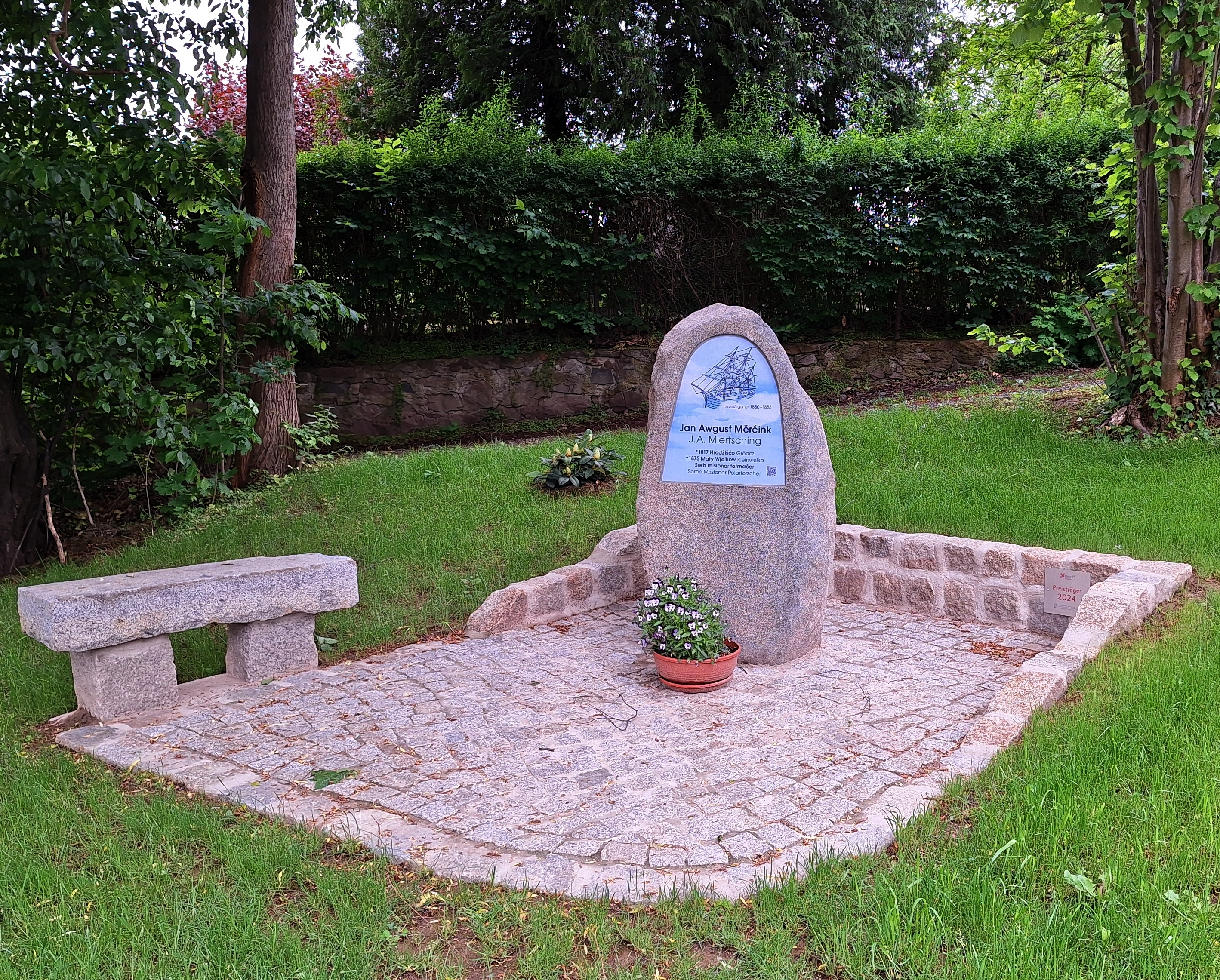
Gedenkstein für Johann August Miertsching in Gröditz bei Weißenberg

## Schriften
- Reise-Tagebuch des Missionars Johann August Miertsching, welcher als Dolmetscher die Nordpol-Expedition zur Aufsuchung Sir John Franklins auf dem Schiffe Investigator begleitete. In den Jahren 1850 bis 1854, Verlag der Unitäts-Buchhandlung Leipzig, Gnadau 1855 (Digitalisat).